# Chiloglanis normani
Chiloglanis normani е вид лъчеперка от семейство Mochokidae. Видът е почти застрашен от изчезване.

## Разпространение
Разпространен е в Кот д'Ивоар.